# Cladonia guianensis
Cladonia guianensis är en lavart som beskrevs av S. Stenroos. Cladonia guianensis ingår i släktet Cladonia och familjen Cladoniaceae.   Inga underarter finns listade i Catalogue of Life.